# Origine océan
Pour plus de détails, voir Fiche technique et Distribution.
Origine océan est un film français réalisé par Gerald Calderon et sorti en 2001.

## Fiche technique
- Titre : Origine océan
- Sous-titre : Quatre milliards d'années sous les mers
- Réalisation : Gerald Calderon
- Scénario : Gerald Calderon et Bernhard Elsner
- Photographie : Claude Parisot
- Montage : Florence Ricard
- Musique : Bruno Coulais
- Son : Éric Tisserand
- Production : Les Productions Bertrand Dussart - co-production : La Géode (Françoise Bellanger- Christian Oddos)
- Pays de production :  France
- Genre : documentaire
- Durée : 39 minutes
- Date de sortie : France - 26 juin 2001[1]

## Distribution
- Didier Sandre : voix